# Jens-Peter Bonde
 Der er for få eller ingen kildehenvisninger i denne artikel, hvilket er et problem. Du kan hjælpe ved at angive troværdige kilder til de påstande, som fremføres i artiklen.

Jens-Peter Bonde (27. marts 1948 i Aabenraa, død 4. april 2021 i Frederiksværk) var journalist, forfatter og tidligere europaparlamentsmedlem for først Folkebevægelsen mod EF og siden Junibevægelsen.
Studerede fra 1966 statskundskab på Aarhus Universitet. Var fra fra 1966 radikal folketingskandidat i Århus, men trak sig som kandidat inden valget i september 1971 og blev derfor ikke medlem af Folketinget. Jens-Peter Bonde var landsformand for Radikal Ungdom i årene 1971-1972. Tilsluttede sig Folkebevægelsen mod EF i 1972. Medlem af Danmarks Kommunistiske Parti i 1975. Var i en kort periode medlem af partiets centralkomite, men blev aldrig kommunistisk kandidat. Var til Folketingsvalget i 1990 opstillet for den nydannede fællesliste på venstrefløjen, Enhedslisten. Forlod Folkebevægelsen og DKP i 1992.
Medstifter af avisen Det Ny Notat i 1974. Som EF-modstander var Bonde redaktør for Ugeavisen NOTAT i 1970'erne. 
Blev ved det første direkte valg i 1979 valgt til Europaparlamentet for Folkebevægelsen mod EF, og er siden blevet genvalgt ved hvert enkelt valg; siden 1992 har han stillet op for Junibevægelsen. Ved valget i 2004 betegnede han sig som eurorealist. Han trak sig tilbage i 2008 og overlod posten til sin suppleant Hanne Dahl.
Formand for EU-Parlamentets EDD-gruppe (Europe of Democracies and Diversities – Gruppen for Demokratiernes og Mangfoldighedens Europa) 1999-2004. Derefter formand for EU-Parlamentets ID-gruppe (Independence/Democracy Group – Gruppen for selvstændighed/Demokrati).
Bonde har udgivet mange folkeoplysende bøger – især om EU. 
Op til Folkeafstemningen om retsforbeholdet i 2015 udgav han med Retspolitisk Forening bogen Hvad stemmer vi om til gratis download.